# Schermützelsee
Schermützelsee is een 137 hectare groot meer in de Märkische Schweiz in de Duitse deelstaat Brandenburg. Het is het grootste meer in de Märkische Schweiz.